# TAPSE

Schema des menschlichen Herzens

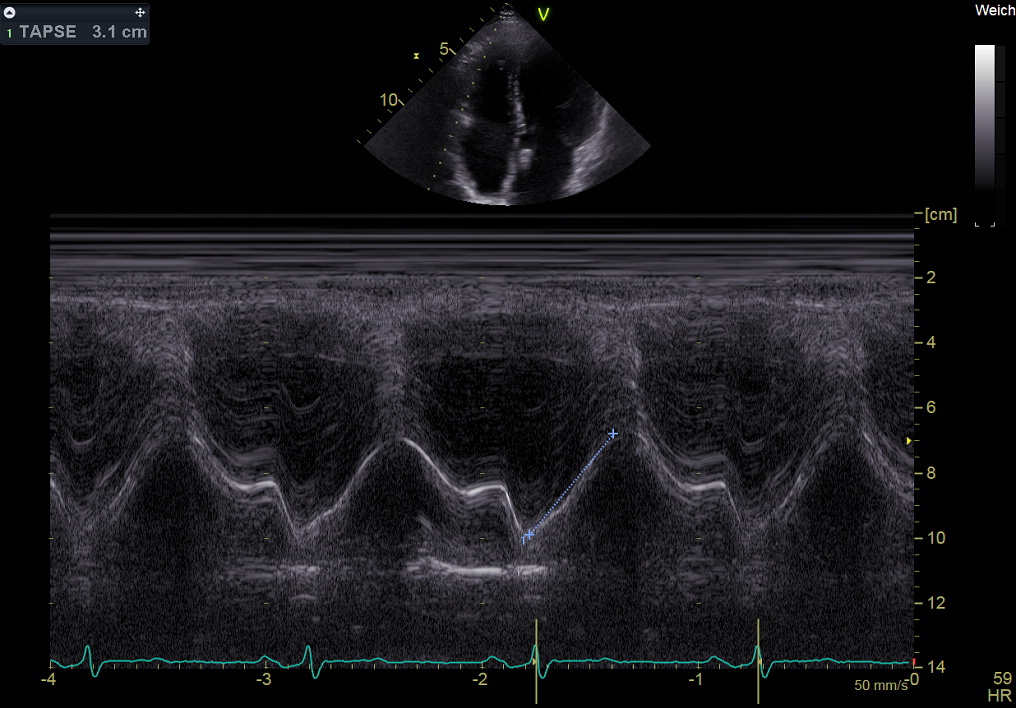
Herzultraschall im 4-Kammer-Blick von apikal, M-Mode, Messung der TAPSE

TAPSE ist eine Akronym für tricuspid annular plane systolic excursion, einen Messwert in der Echokardiografie mit dem die Kontraktionsfähigkeit (systolische Funktion) der rechten Herzkammer beschrieben werden kann. Hierbei wird im apikalen 4-Kammer-Blick mit dem M-Mode die Bewegung des lateralen / anterioren Trikuspidalklappenanulus gemessen als Maß für die Verkürzung des rechtsventrikulären Myokards bei der Kontraktion.
Als normal werden Werte über 1,7 cm angenommen.
Analog hierzu gibt es, gemessen an der Mitralklappe, den selten verwendeten Messwerte MAPSE für die linksventrikuläre Funktion.